# Baraguás
Baraguás ist ein spanischer Ort in den Pyrenäen in der Provinz Huesca der Autonomen Gemeinschaft Aragonien. Der Ort, der auf 940 Meter Höhe liegt, gehört zur Gemeinde Jaca. Baraguás liegt fünf Kilometer östlich von Jaca. Das Dorf zählte 30 Einwohner im Jahr 2015.

## Weblinks

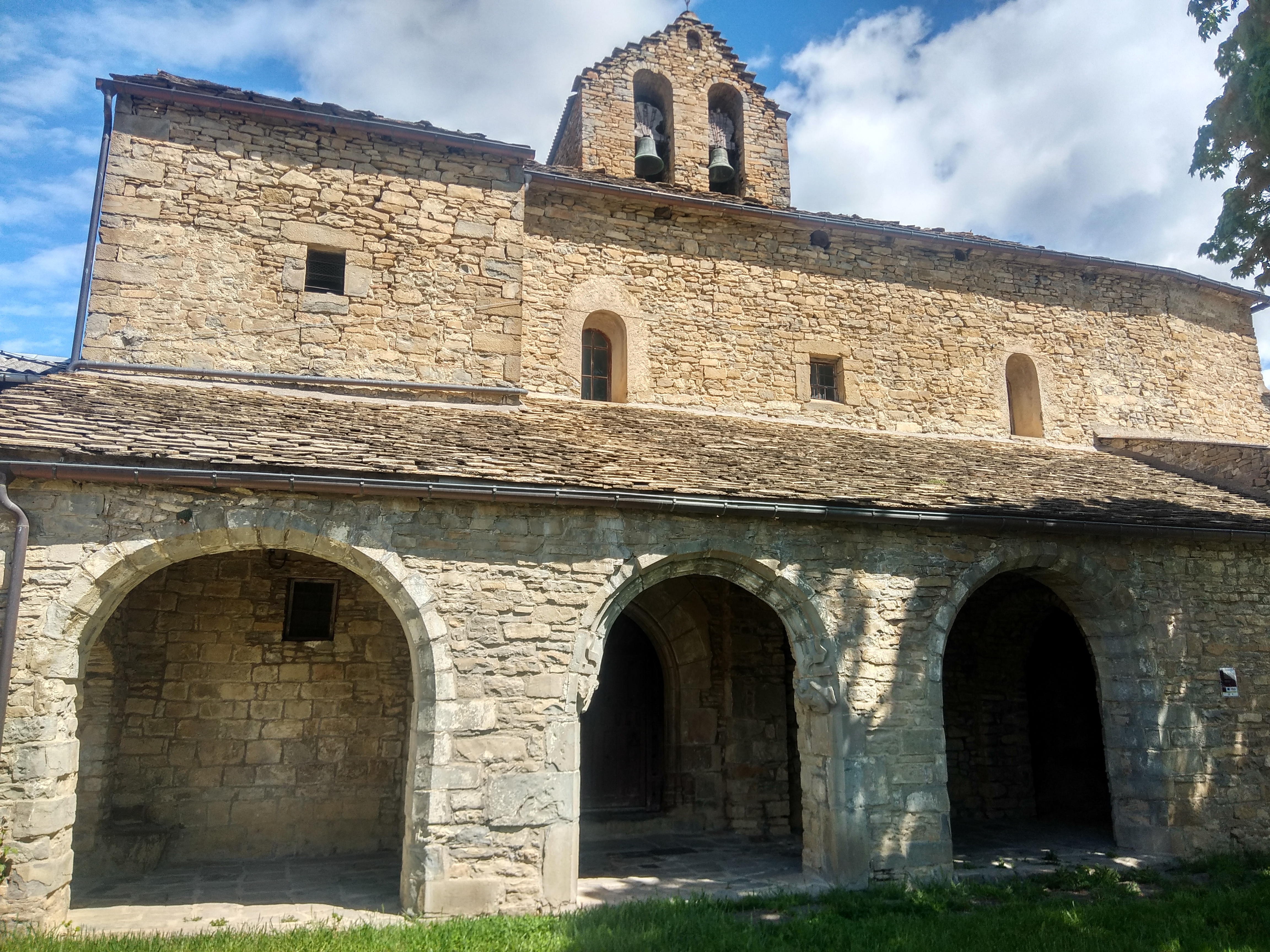
Kirche San Andrés

## Sehenswürdigkeiten
- Pfarrkirche San Andrés, ursprünglich im 11. Jahrhundert errichtet und im 16. Jahrhundert umgebaut